# Max Lercher

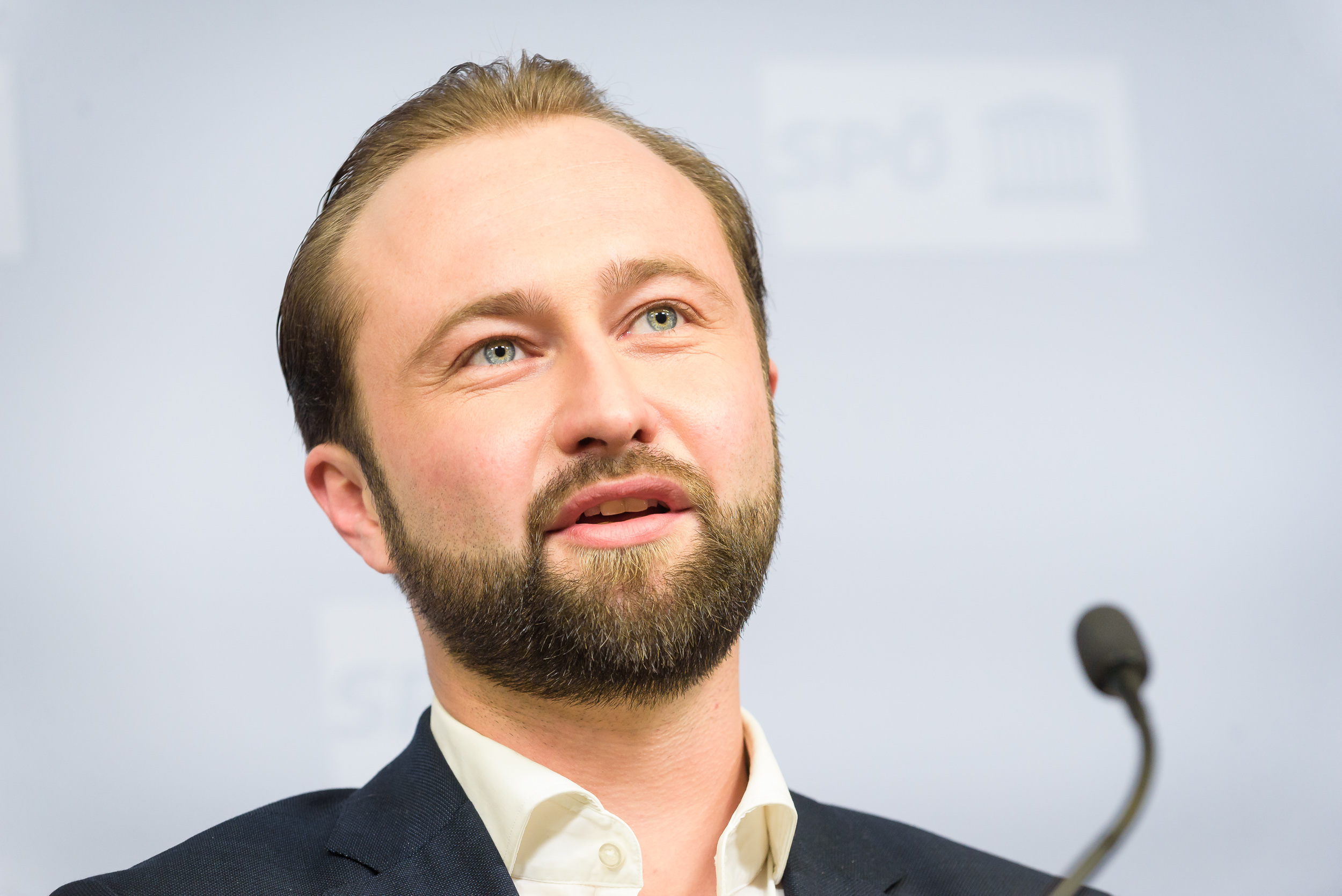
Max Lercher, 2017

Maximilian „Max“ Lercher (* 24. September 1986 in St. Peter am Kammersberg,  Steiermark) ist ein österreichischer Politiker (SPÖ). Er ist der geschäftsführende Vorsitzende der SPÖ Steiermark und seit 18. Dezember 2024 Abgeordneter zum steiermärkischen Landtag, welchem er schon von 2010 bis 2018 angehörte. Von 2019 bis 2024 war Lercher Abgeordneter zum Nationalrat (SPÖ). Von Dezember 2017 bis September 2018 war er Bundesgeschäftsführer der SPÖ. Ab 2012 wirkte er als Koordinator der Parteireform der SPÖ Steiermark und von 2014 bis 2017 als deren Landesgeschäftsführer.

## Ausbildung und Beruf
Nach dem Besuch der Volks- und Hauptschule in St. Peter am Kammersberg (Bezirk Murau, Steiermark) wechselte Max Lercher 2002 ans BORG Murau, an dem er im Sommer 2005 maturierte. In seiner Schulzeit arbeitete Lercher in den Sommermonaten regelmäßig als Baustellengehilfe. Nach dem Zivildienst bei der Freiwilligen Feuerwehr seines Heimatortes begann er 2006 mit dem Studium der Politikwissenschaft an der Universität Wien. 2012 beendete er dieses mit dem Bakkalaureat.
Von März 2014 bis Mai 2019 gehörte er dem Aufsichtsrat der Spectro gemeinnützige Gesellschaft für wissenschaftliche Forschung GmbH an. Ab September 2018 gehörte er dem Aufsichtsrat der Leykam Medien AG in Graz an und wurde Ende Jänner 2019 deren Geschäftsführer. Seit April 2019 ist er auch Geschäftsführer der Leykam Events & Entwicklungs GmbH in Wien. Weiters ist er Geschäftsführer des Alfred Schachner Gedächtnis-Fonds.

## Politischer Werdegang
Seine politische Arbeit begann Lercher 2005 in der Sozialistischen Jugend (SJ) Steiermark, deren Landesvorsitzender er von 2008 bis 2013 war. Nach der steirischen Landtagswahl 2010 zog er über die Landesliste der SPÖ in den Landtag ein. Mit dem Wahlslogan „MAX LERCHER gefällt mir“ konnte er als Jugendkandidat der Sozialdemokraten mehr als 1500 Vorzugsstimmen gewinnen und wurde am 9. November 2010 jüngster Abgeordneter in der Geschichte des steiermärkischen Landtags. Als SPÖ-Jugendsprecher war er im Landtag unter anderem an der Ausverhandlung des neuen Jugendschutzgesetzes, der Einführung des TOP TICKETS für steirische Schüler und Lehrlinge und der Einführung einer Jugendverträglichkeitsprüfung für neue Landesgesetze beteiligt.
Bei der Einführung des umstrittenen Bettelverbots durch die steirische Reformpartnerschaft im Jahr 2011 stimmte er als einziger Abgeordneter der Regierungskoalition gegen dieses Verbot. Am SPÖ-Landesparteitag im März 2012 wurde sein Antrag zur bundesweiten Abschaffung des „Kleinen Glücksspiels“ angenommen, jedoch scheiterte die Umsetzung sowohl bundesweit wie auch in der Steiermark.
Ende 2012 wurde Lercher vom Parteivorstand der SPÖ Steiermark einstimmig zum Koordinator der großangelegten Parteireform der Landespartei gewählt. In dieser Funktion oblag ihm die Öffnung und Neuaufstellung der steirischen SPÖ. Seit 2014 ist er Regionalparteivorsitzender der SPÖ Obersteiermark-West.
Am 21. Dezember 2017 wurde er als Nachfolger von Christoph Matznetter zum Bundesgeschäftsführer der SPÖ gewählt. Als Landesgeschäftsführer der SPÖ Steiermark folgte ihm Oliver Wieser nach. Als Landtagsabgeordneter folgte ihm im September 2018 Wolfgang Moitzi nach. Mit dem Parteivorsitzwechsel von Christian Kern zu Pamela Rendi-Wagner wurde Lercher am 25. September 2018 von Thomas Drozda als Bundesgeschäftsführer der SPÖ abgelöst.
Bei der Nationalratswahl in Österreich 2019 kandidierte er als SPÖ-Spitzenkandidat im Regionalwahlkreis Obersteiermark, erreichte ein Mandat und zog am 23. Oktober 2019 als Abgeordneter in den Nationalrat ein.
Während der Wahl zum SPÖ-Parteivorsitz 2023 stand Lercher dem Organisationsteam für den parteiinternen Wahlkampf von Hans Peter Doskozil vor. Anfang September 2023 gab er seinen Rückzug aus der Bundespartei bekannt, bei der Nationalratswahl 2024 werde er nicht mehr kandidieren. Im Burgenland hat er die Leitung des Karl-Renner-Instituts übernommen und soll die Landespartei im Wahlkampf für die Landtagswahl 2025 unterstützen.
Vom Landesparteivorstand der SPÖ Steiermark wurde er am 5. Dezember 2024 mit 87 Prozent der Stimmen als Nachfolger von Anton Lang zum geschäftsführenden Landesparteivorsitzenden gewählt. Nach der  Landtagswahl 2024 erhielt Lercher ein Mandat im Landtag, wofür mehr als 20 Kandidaten aus dem Landtagswahlkreis Obersteiermark auf eine mögliche Vorreihung verzichtet hatten.

## Privat
Lercher ist mit Parteikollegin Michaela Grubesa liiert und hat eine Schwester. Sein Vater Maximilian ist für die SPÖ Gemeinderatsmitglied in St. Peter am Kammersberg.

## Ehrungen und Auszeichnungen
- 2019: Ehrenbergmann der Fohnsdorfer Bergknappen[32]
- 2025: Großes Goldenes Ehrenzeichen für Verdienste um die Republik Österreich